# Orbán Károly
Orbán Károly (Mezőmadaras, 1888. július 6. – Temesvár, 1958. szeptember 1.) erdélyi magyar földbirtokos, aki részt vett a Szoboszlay-féle összeesküvésben, amiért halálra ítélték és kivégezték.

## Élete
Márkosfalvi Orbán Károly háromszéki lófő székely családból származott. Apja, márkosfalvi Orbán György Mezőmadarason volt földbirtokos, anyja zeykfalvi Zeyk Sarolta, aki fiatal lány korában az agg Kossuth Lajos "napsugara" volt [1]. Orbán Károly a Ludovika Akadémiát végezte és 1908-tól 1911-ig Ulánus hadnagyként szolgált. 1911-ben Angliában kereskedelmi főiskolát végzett, majd az Elefántcsont Parton dolgozott egy angol vállalatnál. Ott érdekes afrikai műtárgyakat gyűjtött. Apja halála után 1913-ban hazatért és Mezőmadarason gazdálkodott. Az első világháborúban az orosz fronton harcolt, mint Ulánus főhadnagy. A háború után visszatért Madarasra. Gyakran utazott Nyugat-Európában, több nyelven beszélt. 1926-ban angol nőt vett feleségül, akitől két gyermeke született. Felesége a harmincas évek közepén visszatért Angliába, ahol 1941-ben meghalt. 1942-ben Johannita lovag lett. 1944 nyarán ismét megházasodott, de felesége 1954-ben meghalt; egy leány gyermekük Amerikában él.
[1] Az agg Kossuth és Napsugár. Szépirodalmi Könyvkiadó, Budapest, 1989.
1949. március 2-ről 3-ra virradó éjszaka Marosvásárhelyre kényszerlakhelyre hurcolták. Előbb angol nyelvleckék adásából, majd könyvelésből tartotta fenn magát. A Securitate állandóan figyelte. Huszár József révén az elsők közt került kapcsolatba a Szoboszlay-féle szervezkedéssel. Az ő feladata lett volna Marosvásárhelyen kirobbantani a fegyveres felkelést. A Szoboszlay Aladár által tervezett árnyékkormányban ő lett volna a külügyminiszter.
Miután az első államcsínykísérlet meghiúsult, ő vetette fel, hogy kérjenek anyagi támogatást a nyugati hatalmaktól. Huszár József kapcsolatba is lépett az Egyesült Államok budapesti nagykövetségének egyik alkalmazottjával, de komoly tárgyalásokra nem került sor. Az 1956-os forradalom hatására még terveztek egy államcsínyt, de a szervezkedés tagjainak közömbössége miatt ez is meghiúsult. A Securitate ellenben sikeresebb volt, mivel sikerült tudomást szereznie az összeesküvésről, és a résztvevőket sikerült letartóztatnia. Orbán Károlyt 1957. november 23-án vették őrizetbe.
A kolozsvári III. Hadtest hadbírósága Macskássi Pál elnökletével tárgyalta az összeesküvők ügyét. Orbán Károlyt előbb 33. majd 31., végül pedig 7. rendű vádlottnak minősítették és halálra ítélték. Az ítéletet a Legfelsőbb Katonai Törvényszék Kollégiuma helybenhagyta, A kegyelmi kérvényt a Nagy Nemzetgyűlés elnöksége elutasította.
A kivégzéséig eltelt időben Orbán Károly sokat szenvedett, mivel prosztataműtéte miatt gyakran kellett vizelnie és a börtönőrök hosszú ideig nem engedték ki a WC-re. Végül 1958. szeptember 1-jén golyó által kivégezték. A kivégzésről jegyzőkönyv készült.
Orbán Károly és a többi '56-os erdélyi elítélt rehabilitálása 2010-ben történt meg, holttestük azonban máig ismeretlen helyen nyugszik.